# لودوفيك رو
لودوفيك رو (بالفرنسية: Ludovic Roux)‏ هو متزحلق نوردي مزدوج فرنسي، ولد في 4 أبريل 1979 في Sallanches ‏ في فرنسا.

## وصلات خارجية
- لودوفيك رو على موقع الاتحاد الدولي للتزلج (التزلج النوردي المزدوج) (الإنجليزية)
- لودوفيك رو على موقع أوليمبيديا (الإنجليزية)